# Jan Čabelický ze Soutic
Jan Čabelický ze Soutic († 1457  nebo 1458) byl příslušník nižší šlechty z rodu Čabelických ze Soutic, který zastával významné funkce v období po skončení husitských válek. Za svou kariéru nejspíš částečně vděčil Hynci Ptáčkovi z Pirkštejna, který byl jeho příbuzným (synovcem druhého manžela jeho matky Jitky Jana Janovského ze Soutic) a snad i přítelem. V letech 1436-1455 byl kutnohorským mincmistrem, který měl i právo dosazovat konšely, takže víceméně Kutnou Horu ovládal. V roce 1437 se po Ptáčkově boku účastnil obléhání hradu Sion.
V roce 1440 se stal druhým hejtmanem Kouřimského kraje, který měl jako jediný dva hejtmany, takže působil jako Ptáčkův zástupce nebo náměstek. Za let bezvládí psal Ptáčkovým jménem listy Oldřichovi z Rožmberka nebo Táborským. Po nějaký čas byl také ratajským purkrabím. Jako spoluhejtman se účastnil tažení proti Janu Koldovi ze Žampachu, společně s Ptáčkem v roce 1444 ve sporu Ptáčkovy skupiny s Pražany obsadili tvrz Práče, která patřila Staroměstským.
Před svou smrti Hynce Ptáček určil Čabelického správcem dědictví a poručníkem jeho dcery Markéty. Za jeho působení hrad v Ratajích vyhořel. V následujících letech byl důležitou osobou Poděbradské jednoty, byl označován za jejího finančníka. V roce 1448 pomáhal Jiřímu z Poděbrad při dobytí Prahy; když se stal Jiřík v roce 1452 zemským správcem, stal se členem jeho rady. V roce 1454 byl členem komise, která registrovala a kontrolovala zápisy na církevní statky, v minulých dobách rozchvácené nebo zastavené.
Zemřel v roce 1457 nebo 1458. Jan Čabelický ze Soutic, zmiňovaný v roce 1463 při svatbě Ptáčkovy dcery s Viktorínem z Kunštátu, je již tedy jeho syn. Jan Čabelický mladší dostal od Jiřího z Poděbrad do zástavy Jindice, které rod Čabelických vlastnil až do roku 1589, a získal Týn nad Vltavou.